# William Miller (homme politique)
Pour les articles homonymes, voir William Miller et Miller.
William Miller, né le 12 février 1835 à Antigonish et mort le 23 février 1912 à Ottawa est un homme politique canadien. Devenu sénateur à l'âge de 32 ans, il devient président de cette institution de 1883 à 1887. Son activité politique au Sénat dure 44 ans.

## Biographie
Né à Antigonish , en Nouvelle-Écosse, fils de Charles Miller et d'Elizabeth Smith, il fait ses études à l'Académie d'Antigonish, où il étudie le droit. Admis au barreau de la Nouvelle-Écosse en 1860, il s'installe à Arichat.
En 1863, il est élu comme Réformateur à l'Assemblée législative de la Nouvelle-Écosse, représentant la circonscription du Cap-Breton du comté de Richmond. En 1867, à l'âge de 32 ans, il est nommé au Sénat du Canada, représentant la division sénatoriale de Richmond, en Nouvelle-Écosse. De 1883 à 1887, il est président du Sénat du Canada. En 1871, il épouse Annie Cochran. Il reste sénateur jusqu'à sa mort en 1912 à Ottawa.